# 暴力摩托II
《暴力摩托II》是艺电开发竞速游戏系列暴力摩托的第二款游戏。游戏于1992年在Mega Drive上发行。游戏大量沿用前作的引擎和精灵图。《暴力摩托》还为系列开创了一些新元素，如氮氧加速器和各类武器。
游戏音乐由罗伯·哈伯德创作，唐·维卡也创作了曲目。
《MegaTech》为游戏打出89%分，并将之列为史上最佳Mega Drive游戏第19名。HonestGamers为游戏打出9/10分。